# Erlenbach im Simmental
Erlenbach im Simmental är en ort och kommun i distriktet Frutigen-Niedersimmental i kantonen Bern, Schweiz. Kommunen har 1 743 invånare (2023).